# Каталинский, Йосип
Йо́сип Ката́линский (сербохорв. Josip Katalinski / Јосип Каталински; 12 мая 1948, Сараево, ФНРЮ — 9 июня 2011, Сараево, Босния и Герцеговина) — югославский футболист, защитник и полузащитник.

## Карьера

### В сборной
В сборной Югославии Йосип Каталинский дебютировал 14 июня 1972 года в товарищеском матче со сборной Венесуэлы, завершившимся со счётом 10:0. В составе сборной Каталинский принял участие в чемпионате мира 1974 года и чемпионате Европы 1976 года. Свой последний матч за сборную Каталинский сыграл в отборочном турнире чемпионата мира 1978 года против сборной Румынии 8 мая 1977 года, тот матч завершился поражением югославов со счётом 0:2. Всего же за сборную Каталинский сыграл 41 официальных матч в которых забил 10 голов.
| №  | Дата             | Соперник          | Счёт | Голы | Турнир                    |
| 1  | 14 июня 1972     | Венесуэла         | 10:0 | 1    | Товарищеский матч         |
| 2  | 18 июня 1972     | Боливия           | 1:1  | 1    | Товарищеский матч         |
| 3  | 22 июня 1972     | Парагвай          | 2:1  | -    | Товарищеский матч         |
| 4  | 25 июня 1972     | Перу              | 2:1  | -    | Товарищеский матч         |
| 5  | 29 июня 1972     | Шотландия         | 2:2  | -    | Товарищеский матч         |
| 6  | 2 июля 1972      | Бразилия          | 0:3  | -    | Товарищеский матч         |
| 7  | 6 июля 1972      | Чехословакия      | 2:1  | -    | Товарищеский матч         |
| 8  | 9 июля 1972      | Аргентина         | 4:2  | 1    | Товарищеский матч         |
| 9  | 20 сентября 1972 | Италия            | 1:3  | -    | Товарищеский матч         |
| 10 | 11 октября 1972  | Англия            | 1:1  | -    | Товарищеский матч         |
| 11 | 4 февраля 1973   | Тунис             | 5:0  | -    | Товарищеский матч         |
| 12 | 9 мая 1973       | ФРГ               | 1:0  | -    | Товарищеский матч         |
| 13 | 13 мая 1973      | Польша            | 2:2  | -    | Товарищеский матч         |
| 14 | 26 сентября 1973 | Венгрия           | 1:1  | -    | Товарищеский матч         |
| 15 | 21 октября 1973  | Испания           | 0:0  | -    | Отборочный матч к ЧМ 1974 |
| 16 | 19 декабря 1973  | Греция            | 4:2  | -    | Отборочный матч к ЧМ 1974 |
| 17 | 13 февраля 1974  | Испания           | 1:0  | 1    | Отборочный матч к ЧМ 1974 |
| 18 | 17 апреля 1974   | СССР              | 0:1  | -    | Товарищеский матч         |
| 19 | 29 мая 1974      | Венгрия           | 2:3  | -    | Товарищеский матч         |
| 20 | 5 июня 1974      | Англия            | 2:2  | -    | Товарищеский матч         |
| 21 | 13 июня 1974     | Бразилия          | 0:0  | -    | Чемпионат мира 1974       |
| 22 | 18 июня 1974     | Заир              | 9:0  | 1    | Чемпионат мира 1974       |
| 23 | 22 июня 1974     | Шотландия         | 1:1  | -    | Чемпионат мира 1974       |
| 24 | 26 июня 1974     | ФРГ               | 0:2  | -    | Чемпионат мира 1974       |
| 25 | 30 июня 1974     | Польша            | 1:2  | -    | Чемпионат мира 1974       |
| 26 | 3 июля 1974      | Швеция            | 1:2  | -    | Чемпионат мира 1974       |
| 27 | 28 сентября 1974 | Италия            | 1:0  | -    | Товарищеский матч         |
| 28 | 30 октября 1974  | Норвегия          | 3:1  | 2    | Отборочный матч к ЧЕ 1976 |
| 29 | 16 марта 1975    | Северная Ирландия | 0:1  | -    | Отборочный матч к ЧЕ 1976 |
| 30 | 31 мая 1975      | Нидерланды        | 3:0  | -    | Товарищеский матч         |
| 31 | 4 июня 1975      | Швеция            | 2:1  | 1    | Отборочный матч к ЧЕ 1976 |
| 32 | 9 июня 1975      | Норвегия          | 3:1  | -    | Отборочный матч к ЧЕ 1976 |
| 33 | 15 октября 1975  | Швеция            | 3:0  | -    | Отборочный матч к ЧЕ 1976 |
| 34 | 19 ноября 1975   | Северная Ирландия | 1:0  | -    | Отборочный матч к ЧЕ 1976 |
| 35 | 17 апреля 1976   | Венгрия           | 0:0  | -    | Товарищеский матч         |
| 36 | 24 апреля 1976   | Уэльс             | 2:0  | -    | Отборочный матч к ЧЕ 1976 |
| 37 | 22 мая 1976      | Уэльс             | 1:1  | 1    | Отборочный матч к ЧЕ 1976 |
| 38 | 17 июня 1976     | ФРГ               | 2:4  | -    | Чемпионат Европы 1976     |
| 39 | 19 июня 1976     | Нидерланды        | 2:3  | 1    | Чемпионат Европы 1976     |
| 40 | 10 октября 1976  | Испания           | 0:1  | -    | Отборочный матч к ЧМ 1978 |
| 41 | 8 мая 1977       | Румыния           | 0:2  | -    | Отборочный матч к ЧМ 1978 |

Итого: 41 матч / 10 голов; 18 побед, 11 ничьих, 12 поражений.

## Достижения

### Командные
«Железничар» (Сараево)
- Чемпион Югославии: 1972
- Серебряный призёр чемпионата Югославии: 1971

 «Ницца»
- Серебряный призёр чемпионата Франции: 1976
- Финалист Кубка Франции: 1978

### Личные
- Футболист года в Югославии: 1974
- Номинант на Золотой мяч: 1975